# Regional Task Force
Die Regional Task Force der Afrikanischen Union, kurz RTF, oder auch African Union Regional Task Force, kurz AU-RTF ist ein Kontingent der AU.
Auftrag der RTF ist die Ausschaltung der Lord’s Resistance Army (LRA) im zentralafrikanischen Raum. Es ist die militärische Komponente der Regional Cooperation Initiative for the elimination of the Lord’s Resistance Army (RCI-LRA).
Die RTF wurde offiziell vom Friedens- und Sicherheitsrat am 22. November 2011 aufgestellt. Der UN-Sicherheitsrat hat die RTF im Juni 2012 auch genehmigt. Der Peace and Security Council (PSC) der AU hatte das letzte Mal das Mandat für die RTF beziehungsweise der RCI-LRA am 12. Mai 2017 verlängert. Es galt bis zum 22. Mai 2018. Am 20. September 2018 hat er PSC das Mandat dem RCI-LRA entzogen.
Organisatorisch teilt sich die RTF in die drei Sektoren Dungu, Nazra und Obo auf. Stärke des Kontingents sollen bis Brigadestärke 5000 Soldaten sein. Bisher wurden dem Kontingent nur 3350 Soldaten unterstellt. Dennoch wird angegeben, dass das Kontingent mit den verfügbaren Kräften voll einsatzbereit sei. Bisher bekannt gewordene Operation ist die Operation Monsoon, welche seit dem August 2013 läuft. Bisherige Erfolge sind die Gefangennahme von zwei Kommandeuren der LRA und die Tötung von Okot Odhiambo, der Nummer zwei in der LRA. Die RTF wurde von der US-Regierung im Zuge der Operation Observant Compass unterstützt.
2015 stellte sich der LRA-Kommandeut Dominic Ongwen US-Truppen in der Zentralafrikanischen Republik. Ab 2017 zeichnet sich ein Ende des Einsatzes ab, weil die LRA deutlich an Gebieten und auch an Kämpfern verloren hat. So soll die Anzahl der Kämpfer unter 100 gesunken sein. David Ongwen wurde durch den Internationalen Strafgerichtshof inhaftiert und wegen Kriegsverbrechen und Verbrechen gegen die Menschlichkeit in 70 Fällen angeklagt. Am 21. Februar 2021 wurde er wegen dieser Verbrechen in 61 Fällen zu einer Gefängnisstrafe von 25 Jahren verurteilt.

## Truppenstellende Staaten
- Uganda – Die Uganda People’s Defence Force hat am 18. September 2012 in Yambio 2000 Soldaten übergeben.[11]
- Südsudan – Die Sudan People’s Liberation Army hat am 18. September 2012 in Yambio 500 Soldaten übergeben.[11]
- Zentralafrikanische Republik – Die Forces Armées Centrafricaines hat am 12. September 2012 in Obo 350 Soldaten übergeben.[11] Im Jahr 2015 hatten noch 85 Soldaten Dienst geleistet.[12]
- Demokratische Republik Kongo – Die Demokratische Republik Kongo hat ein Bataillon Leichter Infanterie der Forces Armées de la République Démocratique du Congo am 13. Februar 2013 in Dungu übergeben.[5][13] Im Jahr 2015 hatte der Kongo 500 Soldaten im Einsatz.[12]

## Struktur
Im Jahr 2015 hatte die RTF 3085 Soldaten und folgende Struktur:
- 30 Soldaten im Stab des Hauptquartiers in Yambio
- Uganda – Die Uganda People’s Defence Force stellte 2000 Soldaten.[12] Gemäß Medienquellen soll die Zahl der tatsächlichen Soldaten sich etwa bei 1500 bewegen.[14]
- Südsudan – Die Sudan People’s Liberation Army stellte 500 Soldaten.[12]
- Zentralafrikanische Republik – Die Forces Armées Centrafricaines stellte 85 Soldaten.[12]
- Demokratische Republik Kongo – Die Forces Armées de la République Démocratique du Congo stellte 500 Soldaten.[12]

## Force Commander
Erste Force Commander war Dick Prit Olum. 2013 übernahm Sam Kavuma das Kommando. 2015 wurde Brigadegeneral Lucky Joseph Kidega zum Force Commander ernannt.

## Sonstige Offiziere
- Richard Otto war ehemaliger Kommandeur des Ugandischen Kontingents[19]